# 牡鹿半島

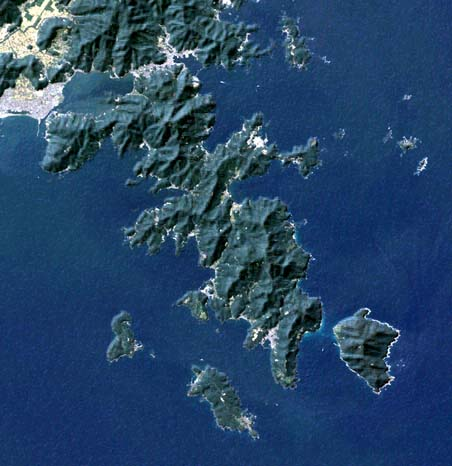
牡鹿半島

牡鹿半島（日语：／ Oshika hantō */?）是宮城縣東北部、向太平洋東南突出的半島。半島周邊的島嶼群稱作牡鹿諸島。

## 地理
位在三陸海岸的最南端。西邊是石卷灣、東面太平洋。半島西邊有萬石浦。尖端是黑崎。半島全域皆山地，海岸屬於岬灣海岸。中心地は、半島先端の石卷市鮎川地區。黑崎東邊有稱作金華山的島，中間隔金華山瀨戶。日本国土地理院發布數據報告，2011年3月11日發生的9.0強震，使牡鹿半島向東南東移動5.3公尺，下沈1.2公尺。

## 行政地域
- 宮城縣
  - 石卷市東部
  - 牡鹿郡
    - 女川町

## 交通

### 道路
- 國道398號
- 宮城縣道220號牡鹿半島公園線
- 宮城縣道2號石卷鮎川線
- 宮城縣道41號女川牡鹿線

## 產業
- 捕鯨 （鮎川地區）
- 女川核電站

## 觀光
- 金華山（黃金山神社）
- 國土地理院地圖：牡鹿半島1/25,000 （页面存档备份，存于）

## 關連項目
- 東北地方太平洋沖地震
- 男鹿半島：位於秋田縣，日語發音常與牡鹿半島混淆。